# Michael Steger
Michael Mateus Steger (ur. 27 maja 1980 w Los Angeles w stanie Kalifornia) − amerykański aktor filmowy i telewizyjny, występował jako Navid Shirazi z serialu 90210. Jego postać była często porównywana do chłopaka Tori Spelling w oryginalnym Beverly Hills, 90210.

## Życiorys
Urodził się w Los Angeles jako trzeci z czterech synów. Jego matka pracowała jako księgowa. Ma przodków z Ekwadoru, Austrii i Norwegii. Chciał być aktorem po obejrzeniu filmów Bruce’a Lee. Przez całe dzieciństwo uprawiał sztuki walki i zdobył czarny pas w taekwondo. Ukończył z wyróżnieniem California Polytechnic University of Pomona w Pomonie w Kalifornii, uzyskując tytuł licencjata na wydziale teatru i języka hiszpańskiego.
Karierę rozpoczął od udziału w reklamach. W 1994 użyczył głosu Joshowi w jednym odcinku serialu VR-Troopers. Wystąpił gościnnie jako w serialu CBS Agenci NCIS (2003). Zagrał postać Travisa w filmie przygodowym 3 Girls and the Golden Cocoon (2005).
W 2007 dostał małą rolę w sitcomie Fox The Winner i serialu Disney Channel Hannah Montana. Jego najsłynniejsza rola jak dotąd była w popularnej amerykańskiej serii 90210, w której wystąpił jako Navida Shirazi.
15 listopada 2008 poślubił Brandee Tucker.

## Filmografia

### filmy fabularne
- 2005: 3 Girls and the Golden Cocoon jako Travis
- 2007: The Man Under the Tree jako Guido
- 2007: Meg jako Bob
- 2008: Dziewczyny Cheetah: Jeden świat (The Cheetah Girls: One World, TV) jako Vikram
- 2010: Assisting Venus jako Greg Severin

### seriale TV
- 1994: VR-Troopers jako Josh (głos)
- 2005: Agenci NCIS (Navy NCIS: Naval Criminal Investigative Service) jako snajper Mohamed Esfiri
- 2007: Hannah Montana jako Guillermo Montoya
- 2007: The Winner jako Miguel
- 2008: Cory w Białym Domu (Cory in the House) jako Juan Carlos
- 2008: Zabójcze umysły (Criminal Minds) jako Sam
- 2008–2013: 90210 (90210) jako Navid Shirazi
- 2010: Czysta krew (True Blood) jako Tony
- 2010: Kamuflaż (Covert Affairs) jako Diego Suarez